# Nemzetközi Labdarúgó-szövetség

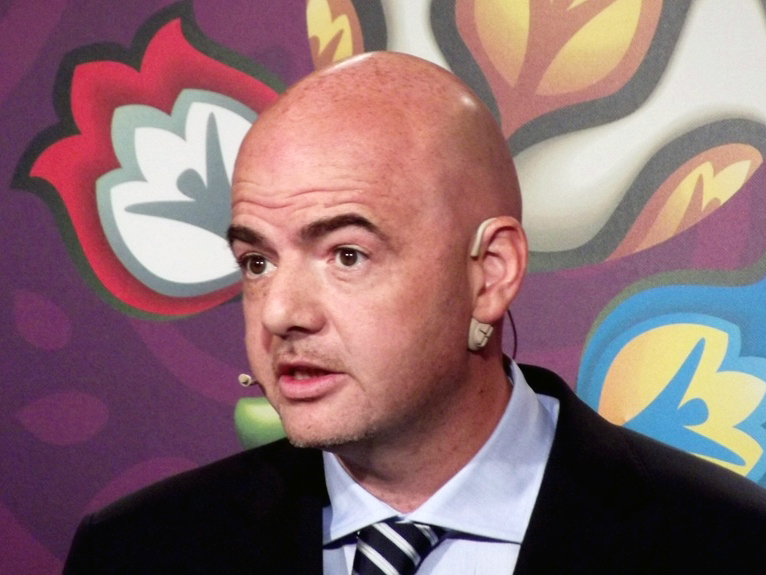
Gianni Infantino 2011-ben

A  Nemzetközi Labdarúgó-szövetség (vagy közhasználatú rövidítésével a FIFA),  a nemzetközi labdarúgást irányító nemzetközi szervezet. Székhelye Zürichben van.  Jelenleg 211 tagszervezete van. Elnöke 1998-tól a svájci  Sepp Blatter, akit legutóbb 2015. május 29-én, a FIFA 65. kongresszusán választottak meg, újabb négy évre. Bár ő 2015. június 2-án lemondott, az utódját megválasztó kongresszusig a FIFA elnöke maradt. 2016. február 26-án a FIFA tisztújító közgyűlésén Gianni Infantino kapta a legtöbb  szavazatot és ezzel 3 évre elnökké választották.

## Története
A szervezetet 1904. május 21-én hozták létre Párizsban. A FIFA első elnöke Robert Guérin volt, aki
1906-ban kezdeményezte első nemzetközi világbajnokságot, de az elképzelése kevés sikert ért el.
Daniel Burley Woolfall ideje alatt a FIFA tagsága kiterjedt Európán túlra 1909-ben Dél-Afrika és Argentína, 1912-ben Chile és Kanada, 1913-ban az Amerikai Egyesült Államok lépett be. Woolfall halála után Carl Hirschmann lett a FIFA elnöke.
A FIFA – szokás szerint – a világbajnokságok előtt tartja meg a tisztújító kongresszusát. 1974-ben Münchenben Sir Stanley Rous – aki 1961–1974 között tevékenykedett és a választások idején 79 éves volt – helyett új FIFA elnököt jelöltek João Havelange személyében, aki  1974 és 1998 között volt a FIFA elnöke. A FIFA vezetője hosszú időn keresztül  Sepp Blatter, akit a FIFA 61. kongresszusán 2011-ben választottak meg négy évre, 2015-ig.

## Botrány 2015–2016-ban
Röviddel a tisztújító közgyűlés előtt, 2015. május 27-én Zürichben letartóztatták a FIFA több vezetőjét, köztük két alelnököt. Sepp Blatter elnök sajtónyilatkozatban közölte, hogy nem kíván lemondani. Az előzmények ellenére május 29-én megtartották a FIFA tisztújító kongresszusát, amelyet azonban megzavartak. Miután kihívója a második fordulóban visszalépett, Blattert a kongresszus újabb négy évre újraválasztotta. Blatter 2015. június 2-án lemondott, az utódját megválasztó kongresszusig a FIFA elnöke maradt.
A FIFA tisztújító közgyűlését 2016. február 26-ra péntekre tűzték ki. Sem Sepp Blatter, sem Michel Platini  a választáson nem indulhatott, mivel minden sporttevékenységtől eltiltották őket 8 évre, majd február 24-én a FIFA fellebbviteli bizottsága a büntetést fenntartotta, a mértékét viszont 6 évre mérsékelték. Sepp Blatter a botrány kirobbantásáért még ekkor is az amerikaiakat vádolta. 2016. február 26-án a FIFA tisztújító közgyűlésén 3 évre Gianni Infantinót, az UEFA főtitkárát  választották elnökké, aki mind az első, mind a második fordulóban a legtöbb szavazatot kapta.

## A FIFA szerkezete

A FIFA szövetségei

A FIFA hat regionális szövetséggel rendelkezik. A központja Zürichben van. A FIFA legfelső döntéshozó szerve a FIFA Kongresszus, amely évente egyszer ülésezik.
A 6 szövetség:
- AFC – Ázsiai Labdarúgó-szövetség
- CAF – Afrikai Labdarúgó-szövetség
- CONCACAF – Észak- és Közép-amerikai, Karibi Labdarúgó-szövetségek Konföderációja
- CONMEBOL – Dél-amerikai Labdarúgó-szövetség
- OFC – Óceániai Labdarúgó-szövetség
- UEFA – Európai Labdarúgó-szövetség.

Azok a nemzeteknek, amelyeknek a határa Európa és Ázsia között terül el, választhattak, hogy melyik szövetségbe akarnak tartozni. Örményország, Azerbajdzsán és Grúzia úgy döntött, hogy az UEFA részévé válik, mivel földrajzilag a Kaukázushoz, s így Európához tartoznak. Több transzkontinentális nemzet, így Oroszország, Törökország, Ciprus is úgy döntött, hogy az UEFA tagja lesz. Izrael, bár teljesen Ázsiai ország, 1994-ben csatlakozott UEFA-hoz. Kazahsztán az AFC-től UEFA-hoz csatlakozott 2002-ben, Ausztrália volt a legutolsó változtató ország, 2006 januárjában az OFC-ból az AFC-be csatlakozott. Guyana és Suriname CONCACAF tagok annak ellenére, hogy Dél-amerikai országok.
A csapatok az OFCból nem jutnak be automatikusan a Világbajnokságba. A legutóbbi világbajnokságon az OFC nyertesének egy rájátszást kellett játszania egy CONMEBOL nemzettel.

## A FIFA által alapított díjak és elismerések
A FIFA minden évben átadja a FIFA World Player (Az év labdarúgója) címet. A férfiaknál a díjat 2010-ben összevonták a France Football által alapított Aranylabdával. Díjazzák az év edzőjét is, valamint a Puskás Ferenc-díjjal jutalmazzák az év legszebb gólját.
1994-ben a FIFA kiadta a FIFA World Cup All-Time Team-ot.
2002-ben a FIFA bejelentette a FIFA Dream Teamet.

## A FIFA elnökei
- Robert Guérin – (Franciaország), 1904–1906
- Daniel Burley Woolfall (Anglia), 1906–1918
- Carl Hirschman (Hollandia), 1918–1921
- Jules Rimet (Franciaország), 1921–1954
- Rodolphe William Seeldrayers (Belgium), 1954–1955
- Arthur Drewry (Anglia), 1955–1961
- Sir Stanley Rous (Anglia), 1961–1974
- João Havelange (Brazília), 1974–1998
- Joseph Blatter (Svájc), 1998–2015
- Gianni Infantino (Svájc, Olaszország), 2016–

## A FIFA által szervezett tornák
Férfi tornák
- Labdarúgó-világbajnokság
- U20-as labdarúgó-világbajnokság
- U17-es labdarúgó-világbajnokság
- Konföderációs Kupa
- FIFA-klubvilágbajnokság
- Futsal-világbajnokság
- Strandlabdarúgó-világbajnokság
- Blue Stars/FIFA-ifjúsági kupa
- FIFA Interkontinentális Kupa

Női tornák
- Női labdarúgó-világbajnokság
- U20-as női labdarúgó-világbajnokság
- U17-es női labdarúgó-világbajnokság
- Női Futsal-világbajnokság
- FIFA női-klubvilágbajnokság